# Teg Publishing
Teg Publishing, även Teglund Publishing, är ett svenskt bokförlag, skivbolag och medieproduktionsbolag som producerar och publicerar lyrik, musik, dokumentärfilm och poddradio sedan 2010. Teg Publishing har producerat material av bland andra Mattias Alkberg, Annika Norlin, Po Tidholm och Bruno K. Öijer.
I mars  2024 tillkännagav grundarna Anders och Jonas Teglund att de "pausar" bokutgivningen sannolikt slutar helt med detta.